# Prüffeld
Als Prüffeld wird in der Industrie ein Ort wie eine Halle, ein Labor oder auch eine Abteilung bezeichnet, in der industriell hergestellte Artikel vor der Auslieferung oder für konstruktive Untersuchungen nach den dafür bestimmten Vorgaben geprüft werden. 
Das Prüffeld dient vor allem dazu, dynamisch ablaufende Vorgänge und Betriebstests durchzuführen und die Ergebnisse zu registrieren. Rein statische Eigenschaften von Serienprodukten wie z. B. Vollständigkeit, korrekter Zusammenbau, die Einhaltung von Maßen oder des Aussehens werden in der Regel an anderen Kontrollstellen eines Betriebes durchgeführt.
Das Prüffeld ist mit den erforderlichen Prüfmitteln, Messinstrumenten, Stoff- und Energieversorgungen sowie Lastaufnahmeeinrichtungen versehen. 
Die Organisation, Beaufsichtigung und der Betrieb des Prüffeldes wird von autorisiertem Personal mit den jeweils erforderlichen Qualifikationen überwacht und durchgeführt. 
Das Prüffeld ist Bestandteil der Qualitätssicherung.